# ماركوس جيرمان
ماركوس جيرمان هو متزلج فني سويسري، ولد في 9 مايو 1942.

## وصلات خارجية
- ماركوس جيرمان على موقع أوليمبيديا (الإنجليزية)